# Chapelle Saint-Roch en Volière
 (décembre 2012).
Si vous disposez d'ouvrages ou d'articles de référence ou si vous connaissez des sites web de qualité traitant du thème abordé ici, merci de compléter l'article en donnant les références utiles à sa vérifiabilité et en les liant à la section « Notes et références ».
Pour les articles homonymes, voir Chapelle Saint-Roch.
La chapelle Saint-Roch en Volière est un édifice religieux catholique construit en 1558 pour le couvent des frères cellites à Liège. La chapelle est rénovée et on y installe des reliques de saint Roch en 1682 et de saint Alexis en 1685.
Elle a été financée en partie par une loterie d'objets en étain, elle desservait le couvent des frères cellites et leur hôpital de Volière.
Classé patrimoine exceptionnel de Wallonie, l’orgue baroque Robustelly (1769) de la chapelle présente la particularité d’avoir conservé une grande part de ses éléments d’origine.

## Description

### Construction
Pour la construction en hauteur de la chapelle, la technique de levage en trous de pince sera utilisé. Cette technique, employée sur la partie mosane entre Huy et Maaseik, est surtout utilisée pour des petits édifices ; les trous sont situés sur les colonnes de la nef. C'est à Liège et à Maastricht que la technique est la plus utilisée ; la chapelle est représentative de cette technique de levage avec d'autres édifices religieux liégeois que sont les collégiales Saint-Paul et Saint-Martin, les abbatiales Saint-Jacques et Saint-Laurent et le palais des Princes-Évêques.
Connaissant un intérêt entre les années 1610 et 1650, la technique aurait pu être utilisée pour la construction de la chapelle en 1558 ou lors de la première rénovation de celle-ci, en 1682. La chapelle étant construite en brique, la technique aurait été favorable pour la construction de l'édifice bien qu'il ait été construit en 1558 sans certitude de l'utilisation de la technique.

## Index des artistes
- Jacques Vivroux (1703-1777), sculpteur
  - Statue en bois de saint Alexis.